# 仙劍客棧
《仙剑客栈》是一款以仙剑奇侠传为背景的电脑单机模拟经营游戏，由北京軟星科技开发并于2001年推出，製作人為前上海軟星科技副總經理張毅君。
2022年7月8日，大宇资讯推出了续作《仙剑客栈2》。

## 剧情
本作借用了仙剑的背景和角色，剧情时间在《仙剑奇侠传》之前，但由于属于小品外传性质，所以本作的剧情对全系列不产生任何影响。玩家将扮演李逍遥和赵灵儿、林月如、阿奴一起管理客栈。游戏中也包含了角色扮演和恋爱养成等要素。

## 花絮
“仙剑客栈”探险途中遇到的许多路牌内容都是看似支离破碎、天花乱坠、牛头不对马嘴的。事实上，集齐所有此类路牌内容，恰可调寄——《满庭芳》
　　溪转涧回，曲径通幽，携手千山行遍。

　　蜂引花笑，共蝶舞翩跹。

　　水穷山尽无路，

　　灵珠遁，如真似幻。

　　凡行处，足迹如刻，浮云且坐看。

　　红颜常相伴，联袂江湖，同御艰险。

　　同游共栖，风光无限。

　　冰雪熔岩泽地，

　　笑应对，更显情坚。

　　从不惧，机关妖魔，护花常仗剑。

## 衍生作品
- 《仙剑客栈》——2015年优酷与北京亿奇娱乐联合出品的古装互动网络剧